# 錢普林 (明尼蘇達州)
錢普林（英語：Champlin）是一個位於美國明尼蘇達州亨內平縣的城市。

## 人口
根據2020年美國人口普查的數據，錢普林的面積為22.55平方千米，當中陸地面積為21.11平方千米，而水域面積為1.44平方千米。當地共有人口23919人，而人口密度為每平方千米1,061人。